# حنجره‌بینی
حنجره‌بینی یا لارنگوسکوپی (Laryngoscopy) یک مداخله درمانی است که طی آن چین‌های مربوط به تارهای صوتی و چاکنای مشاهده می‌شود.
وسیله‌ای که برای مشاهده حنجره و چاکنای به کار می‌رود لارنگوسکوپ (Laryngoscope) یا حنجره‌بین نامیده می‌شود.
کلمه لارنگوسکوپ از دو جزء Larynx + Scope تشکیل شده‌است. این وسیله برای مشاهده حنجره، تارهای صوتی و مجرای بین آن‌ها استفاده می‌شود. دو نوع لارنگوسکوپ وجود دارد؛ نوع سخت و نوع قابل انعطاف.

## تاریخچه
بعضی از مورخان (به‌عنوان مثال، مورل مکنزی) اولین لارنگوسکوپ اختراع شده را به بنیامین گای بابینگتون نسبت می‌دهند که دستگاه خود را "Glottiscope" نامیده بود. فیلیپ وون بوزینی و گارینیارد د-لا-تور جزء اولین پزشکانی بودند که برای معاینه دهان و حنجره و هیپوفارنکس از آینه های دهان استفاده می کردند. در سال۱۸۵۴ ، یک مربی آواز اسپانیایی به نام مانوئل گارسیا اولین مردی بود که گلوتهای عملکردی و حنجره را در یک انسان زنده مشاهده کرد. گارسیا ابزاری را تولید کرد که از دو آینه استفاده می کرد و خورشید به‌عنوان منبع نور خارجی آن بود. وی با استفاده از این دستگاه توانست عملکرد دستگاه گلوتایک خود و بالاترین قسمت بالای نای خود را مشاهده کند.

## حنجره‌بین سخت
این نوع لارنگوسکوپ برای مشاهده مستقیم مجرای صوتی استفاده می‌شود. دستگاه متشکل است از یک دسته بلند (که چند باتری در آن قرار می‌گیرد) و یک تیغه که در نوک آن منبع نوری کوچکی تعبیه شده‌است. تیغه‌ها بر دو نوعند. تیغه Macintosh که حالتی خمیده دارد و میلر (Miller) که مستقیم است. تیغه Macintosh آسان تر کار گذاشته می‌شود، در حالی که تیغه میلر (Miller) دید بهتری از تارهای صوتی در اختیار پزشک قرار می‌دهد. میلر (Miller) معمولاً در کودکان استفاده می‌شود برای جای‌گذاری لارنگوسکوپ بیمار باید به پشت دراز بکشد. سپس دستگاه از راه دهان وارد شده و از روی زبان به سمت حنجره رانده می‌شود تا حدی که تارهای صوتی قابل مشاهده باشند.
از لارنگوسکوپ سخت معمولاً در هنگام لوله‌گذاری تراشه استفاده می‌شود. این فرایند غالباً بسیار دردناک و ناراحت‌کننده است و به همین دلیل در بیماری که به هوش باشد انجام نمی‌شود. یکی از مشکلاتی که ممکن است در اثر کارگذاری نادرست لارنگوسکوپ رخ بدهد، وارد آمدن آسیب به داندان‌های بالایی بیمار است. استفاده از حنجره‌بین در هنگام لوله گذاری، مرحله‌ای از بیهوشی عمومی محسوب می‌شود. لارنگوسکوپ توسط مانوپل گارسیا اختراع شد.

## حنجره‌بین قابل انعطاف
این نوع از لارنگوسکوپ برای معاینه‌های داخل مطب استفاده می‌شود. در طی معاینه بیمار کاملاً به هوش است بنابراین می‌توان تارهای صوتی را حین صحبت کردن مشاهده کرد. این دستگاه ممکن است به ابزارهایی کوچک برای نمونه برداری از بافت‌های مشکوک مجهز باشد.

## حنجره‌بینی ویدیوئی
از سال ۲۰۰۱ با اختراع و عرضه لارنگوسکوپ ویدیوئی امکان لوله گذاری آسان و کم‌خطر امکان‌پذیر شده‌است. در این حنجره بین، دوربین با کیفیت بالا در انتهای تیغه لارنگوسکوپ تعبیه شده‌است که دید وسیع تری را ایجاد می‌کند.